# Přísnotický les
Přísnotický les je přírodní památka poblíž obce Přísnotice, na katastru městysu Nosislav v okrese Brno-venkov. Chráněná je od roku 2012 a jakožto evropsky významná lokalita je součástí soustavy Natura 2000.
Předmětem ochrany je čolek velký a jeho biotop, který představují jednak revitalizované tůně a doprovodné mokřady, jednak přilehlý segment lužního lesa, zvaného Přísnotický les. K dalším chráněným druhům obojživelníků zde patří kuňka ohnivá, rosnička zelená a skokan ostronosý. Lužní les obsahuje typické lužní dřeviny: olše, jasany, habry a topoly, řídce buk, dub a borovici.
V minulosti se zdejší les nazýval Nosislavský les (německy Nuslauer Wald), protože se nachází v polní trati téhož jména.